# Vialas
Vialas – miejscowość i gmina we Francji, w regionie Oksytania, w departamencie Lozère.
Według danych na rok 1990 gminę zamieszkiwały 384 osoby, a gęstość zaludnienia wynosiła 8 osób/km² (wśród 1545 gmin Langwedocji-Roussillon Vialas plasuje się na 576. miejscu pod względem liczby ludności, natomiast pod względem powierzchni na miejscu 66.).